# Фрунзе (Лебяжьевский район)
Фрунзе — деревня в Лебяжьевском районе Курганской области. Входит в состав Елошанского сельсовета.

## История
До 1917 года в составе Елошанской волости Курганского уезда Тобольской губернии. По данным на 1926 год деревня Кабакова состояла из 134 хозяйств. В административном отношении являлась центром Кабаковского сельсовета Лебяжьевского района Курганского округа Уральской области. В начале 1930-х в деревне был организован колхоз имени Фрунзе, по которому и деревня получила новое название.

## Население
| 1989 | 2002 | 2010 |
| ---- | ---- | ---- |
| 105  | ↘81  | ↘51  |

По данным переписи 1926 года в деревне проживало 654 человека (326 мужчин и 328 женщин), в том числе: русские составляли 99 % населения.